# South Africa International 2003
Die South Africa International 2003 im Badminton fanden vom 14. bis zum 16. Juni 2003 in East London statt.

## Sieger und Platzierte
| Disziplin    | Gold                             | Silber                       | Bronze                            |
| ------------ | -------------------------------- | ---------------------------- | --------------------------------- |
| Herreneinzel | Shoji Sato                       | Hidetaka Yamada              | Yuichi Ikeda                      |
| Herreneinzel | Shoji Sato                       | Hidetaka Yamada              | Toru Matsumoto                    |
| Dameneinzel  | Pi Hongyan                       | Kanako Yonekura              | Petya Nedelcheva                  |
| Dameneinzel  | Pi Hongyan                       | Kanako Yonekura              | Kelly Morgan                      |
| Herrendoppel | Kristof Hopp Thomas Tesche       | Jochen Cassel Joachim Tesche | Ingo Kindervater Björn Siegemund  |
| Herrendoppel | Kristof Hopp Thomas Tesche       | Jochen Cassel Joachim Tesche | Sho Sasaki Shinji Shinkai         |
| Damendoppel  | Chikako Nakayama Keiko Yoshitomi | Yoshiko Iwata Miyuki Tai     | Nicole Grether Juliane Schenk     |
| Damendoppel  | Chikako Nakayama Keiko Yoshitomi | Yoshiko Iwata Miyuki Tai     | Felicity Gallup Joanne Muggeridge |
| Mixed        | Travis Denney Kate Wilson-Smith  | Björn Siegemund Nicol Pitro  | Matthew Hughes Joanne Muggeridge  |
| Mixed        | Travis Denney Kate Wilson-Smith  | Björn Siegemund Nicol Pitro  | Martyn Lewis Kelly Morgan         |